# Stizzon
Il torrente Stizzon è un corso d'acqua della provincia di Belluno.
Nasce alle pendici dal versante settentrionale del Monte Grappa e poi percorre la valle di Seren del Grappa fino all'omonimo paese. All'altezza di Feltre riceve prima le acque del torrente Musil e poi si unisce al torrente Colmeda formando il Sonna.
La piovosità media del bacino è piuttosto elevata (superiore ai 1600 mm annuali), con piene spesso rovinose, tanto che nel 1882 a Santa Lucia, nei pressi di Seren del Grappa, rompendo gli argini si riversò nel Cismon (bacino idrografico del Brenta).